# Zhang Ruifang
Dans ce nom chinois, le nom de famille, Zhang, précède le nom personnel.
Pour les articles homonymes, voir Zhang.
Zhang Ruifang (15 juin 1918 - 28 juin 2012) est une actrice chinoise de cinéma et de théâtre. Elle est considérée comme l'une des plus grandes actrices de Chine.

## Biographie
Zhang est née le 15 juin 1918 à Baoding, dans la province du Hebei. Elle étudie la peinture à l'occidentale à l'École nationale des arts de Pékin et en sort diplômée en 1935. Après avoir rejoint le Parti communiste en 1937, elle rejoint la Société dramatique chinoise. Pendant la guerre avec le Japon, elle joue devant les soldats chinois pour soutenir l'effort national de résistance à l'invasion japonaise. Pendant la guerre, elle est pour la première fois l'actrice principale d'un film avec le rôle d'une agente double dans Baptism of Fire de Sun Yu. En 1943, elle se marie pour la deuxième fois à Jin Shan, espion du parti communiste.
Son rôle suivant ne fut qu'après la guerre en 1946, lorsque sa performance dans On Songhua River est bien accueillie. Zhang modèle son personnage d'actrice sur Ingrid Bergman.
En 1963, Zhang remporte le Prix des Cent Fleurs de la meilleure actrice pour son personnage familial dans la comédie Li Shuangshuang (en),. Elle est considérée comme l'une des « quatre grandes actrices de théâtre » en Chine (四大名旦), aux côtés de Bai Yang, Shu Xiuwen et Qin Yi, .Zhang joue régulièrement des personnages qui ont un rôle égal à celui des hommes dans l'histoire comme dans Nie Er en 1959 ou Everywhere is Spring la même année,.
Après sa retraite en 1982, elle s’intéresse à la politique. Elle fait partie des comités nationaux de la Conférence consultative politique du peuple chinois à trois reprises. Elle fait également partie de comités nationaux pour les femmes et d'un autre pour l'art et la littérature.
Pendant la révolution culturelle, Zhang est emprisonnée pendant un an.
Zhang rejette le capitalisme en ouvrant une maison de retraite en 2000 dans le district de Changning à Shanghai. Elle explique alors que son objectif est de créer une communauté pour 40 personnes et non de réaliser un profit.
En 2007, elle est de nouveau honorée aux Coq d'or avec un prix d'excellence pour l'ensemble de ses réalisations de la part de China Film Associaction. Zhang meurt à Shanghai en 2012.

## Filmographie
| Année | Titre anglais          | Titre chinois  | Rôle            | Remarques                                    |
| ----- | ---------------------- | -------------- | --------------- | -------------------------------------------- |
| 1940  | Baptism of Fire        | 火的洗礼       | Fang Yin        |                                              |
| 1947  | On the Songhua River   | 松花江上       | Niuer           |                                              |
| 1952  | Civil war              | 南征北战       | Zhao Yumin      |                                              |
| 1956  | Mother                 | 母亲           | Mère            |                                              |
| 1957  | The Song of Phoenix    | 凤凰之歌       | Jin Feng        |                                              |
| 1958  | By the River           | 三八河边       | Chen Shuzhen    |                                              |
| 1959  | Nie Er                 | 聂耳           | Zheng Leidian   |                                              |
| 1959  | Always Colorful Spring | 万紫千红总是春 | Wang Caifeng    |                                              |
| 1962  | Li Shuangshuang        | 李双双         | Li Shuangshuang | Prix des Cent Fleurs de la meilleure actrice |
| 1964  | Li Shanzi              | 李善子         | Li Shanzi       | Interdit pendant la révolution culturelle    |
| 1979  | Streaming              | 大河 奔流      | Li Mai          |                                              |
| 1979  | Roar! The Yellow River | 怒吼吧！黄河   | un Dan          |                                              |
| 1982  | Fountain Jingling      | 泉水叮咚       | Grand-mère Tao  |                                              |